# The Best of 1990-2000
The Best of 1990-2000 & B-Sides is de tweede compilatie-cd van de Ierse band U2. Op deze cd staan de grootste hits van U2 uit de periode van 1990 tot 2000.

## Geschiedenis
De cd verscheen op 4 november 2002. Van deze cd kwam, net als van The Best of 1980-1990, een gelimiteerde versie uit, een dubbel-cd-versie.
Op deze cd stond ook een nieuw nummer van U2, "Electrical Storm".
Een maand na deze cd kwam er een bijbehorende dvd The Best of 1990-2000 uit.

## Nummers
1. "Even Better Than the Real Thing" – 3:39
2. "Mysterious Ways" – 4:02
3. "Beautiful Day" – 4:05
4. "Electrical Storm" (William Orbit mix) – 4:37
5. "One" – 4:35
6. "Miss Sarajevo" – 4:30
7. "Stay (Faraway, So Close!)" – 4:58
8. "Stuck in a Moment You Can't Get Out Of" – 4:31
9. "Gone" (new mix) – 4:32
10. "Until the End of the World" – 4:38
11. "The Hands That Built America" – 4:57
12. "Discothèque" (new mix) – 4:40
13. "Hold Me, Thrill Me, Kiss Me, Kill Me" – 4:44
14. "Staring at the Sun" (new mix) – 4:48
15. "Numb" (new mix) – 4:21
16. "The First Time" – 3:44
17. "The Fly" - 4:28

## Dvd

### Nummers
1. Even Better Than the Real Thing
2. Mysterious Ways
3. Beautiful Day
4. Electrical Storm
5. One
6. Miss Sarajevo (met Luciano Pavarotti)
7. Stay (Faraway, So Close!)
8. Stuck in a Moment You Can't Get Out Of
9. Gone
10. Until the End of the World
11. The Hands That Built America (Soundtrack van Gangs Of New York)
12. Discothèque
13. Hold Me, Thrill Me, Kiss Me, Kill Me
14. Staring at the Sun
15. Numb
16. The Fly

### Bonustracks
1. Please
2. If God Will Send His Angels
3. Who's Gonna Ride Your Wild Horses
4. Lemon
5. Last Night on Earth
6. Mofo

### Special Features
- Geluidscommentaar van videoregisseurs, onder wie Wim Wenders, Kevin Godley en Anton Corbijn.
- Minidocumentaires van 'One' en 'Electrical Storm'.
- Een korte film: Missing Sarajevo, gefilmd in Sarajevo in aanloop naar het concert van U2 in 1997. In september 1997 speelde de band in het kader van de PopMart Tour in Sarajevo. Dit had een samenbindend effect op de diverse etnische bevolkingsgroepen in Bosnië en Herzegovina.

Bono · The Edge · Adam Clayton · Larry Mullen jr.